# المسجد الكبير (خان يونس)
مسجد خان يونس الكبير أكبر مساجد مدينة خان يونس، جنوب قطاع غزة. تم تششيده عام 1347هـ/ 1928 م. وقد تمت توسعة المسجد وبناء مئذنة له عام 1373هـ/ 1954 م، حيث شُكلت لجنة لدعم بناء المسجد من مجموعة من وجهاء مدينة خان يونس وقد تكلف الاعمار للتوسعة 720 جنيهاً مصرياً.

## تاريخ
كان أهل خان يونس يصلون في المسجد الوحيد في خان يونس الكائن في قلعة برقوق، وهو مسجد صغير بني عندما بنيت القلعة واستمر الحال كذلك حتى عام 1347هـ بني المسجد الكبير وكتب على محرابه " من أسس فسعيد... وقد تبرع بأرض المسجد أفراد عائلة الأسطل، حيث كان بستاناً وكان الأتراك يستخدمون أرضه كمخزن للجيش وكان إمام المسجد نعمان القدوة وذلك في صلوات الظهر والعصر والمغرب. كان المؤذن محمد شبلاق "أبو هاشم" وحسن الحداد، ونظراً لعدم وجود مكبرات صوت في ذلك الوقت كان المؤذن يصعد إلى أعلى المئذنة ويؤذن.
تم إعادة بناء المسجد الكبير بتصميم المهندس وليد أبو شعبان وافتتاحه يوم الاثنين الموافق 13/3/2017 .